# Massacre de Ma'alot
Le massacre de Ma'alot  est un acte terroriste, durant lequel une centaine de personnes sont pris en otage dans une école de la ville de Ma'alot par trois militants du Front démocratique pour la libération de la Palestine qui exécutent vingt-cinq personnes le 15 mai 1974. 
Vingt-deux écoliers et trois enseignants sont tués. Sur leur parcours vers l'école, les terroristes avaient déjà assassiné cinq personnes (deux femmes et une famille de trois personnes dont un enfant de 4 ans).

## Déroulement
Le 15 mai 1974, trois membres armés du Front démocratique pour la libération de la Palestine pénètrent en Israël à partir du Liban.  Peu de temps après, ils attaquent un fourgon, tuent deux femmes arabes israéliennes et en blessent une troisième puis pénètrent dans un immeuble d'appartements dans la ville de Ma'alot, où ils tuent un couple et leur fils de 4 ans. De là, ils se rendent à l'école élémentaire Netiv Meir où ils prennent plus de 115 personnes (dont 105 enfants) en otage.
La plupart des otages étaient des adolescents d'une école secondaire à Safed en visite pour une nuit à Ma'alot-Tarshiha.  Les preneurs d'otages ont très rapidement émis leurs exigences qui concernaient la libération de 23 militants palestiniens des prisons israéliennes. À défaut ils menaçaient de tuer les otages.
Le deuxième jour, une unité de la Brigade Golani prend le bâtiment d'assaut. Lors de la fusillade, les preneurs d'otages tuent des enfants avec des grenades et des armes automatiques. En fin de compte, 25 otages, dont 22 enfants, sont tués et 68 autres sont blessés.